# MediaHighway
MediaHighway és la plataforma de programari intermediari desenvolupada per Canal Plus per a tots els serveis interactius (Guia de Programació Electrònica - EPG, Pay Per View…) accessibles mitjançant el Receptor Descodificador Integrat (IRD). Utilitzat per Canal+, Canal+ Numérique, Canal Satellite Numérique i Premiere Digital, entre d'altres.
Adquirida a Thomson per NDS, un dels principals proveïdors de solucions tecnològiques per a televisió de pagament, al desembre del 2003, s'estima la seva incorporació en al voltant de 38 milions de Set-Top Boxes (STB/Receptor de televisió) en tot el món. MediaHigway cobreix així tots els tipus de plataformes de TV digital: cable, satèl·lit, de banda ampla i digital terrestre.
L'ús de la plataforma MediaHigway ofereix diversos avantatges respecte als seus competidors (com el MHP):
- MediaHigway està integrat ja en centenars de models de STB de més de 30 desenvolupadors líders en el mercat.
- Serveis i aplicacions avançades: incloent VoIP, internet de banda ampla, etc.
- Simplifica el desenvolupament amb eines estàndards de la indústria: incloent MHP, OCAP, l'HTML, i Java. Això permet un creixement de la TV interactiva més ràpid.

## Principals serveis interactius
A continuació es descriuen alguns dels serveis interactius oferts pel sistema MediaHighway. No obstant això, ha de quedar clar que les possibilitats de la TV interactiva són moltes i que els serveis oferts depenen de si la tecnologia utilitzada els pot suportar o no.
- Guia electrònica de programació: La guia de programes, imprescindible en qualsevol plataforma de televisió, sigui aquesta per cable, satèl·lit o terrestre informa a l'usuari sobre els principals programes que s'emeten o emetran en les seves cadenes. Inclou, a més, accés a destacats per gèneres i altres aplicacions relacionades amb la programació dels canals de la plataforma.
- Interactive Video Browser: Permet accedir, en format multipantalla, a la visió de múlitples canals de televisió. Amb el control remot, l'espectador selecciona el canal que vol i es trasllada directament a aquest canal.
- Televenda: Permet comprar de forma interactiva les 24 hores del dia tota mena de material, des de música a vídeos, passant per llibres.
- Publicitat interactiva: Noves possibilitats publicitàries. Quan l'espectador segueix un anunci pot, pressionant una tecla, accedir a informació addicional sobre el producte a la venda. A més, poden realitzar-se promocions i concursos i, per descomptat, es pot permetre la compra del producte al moment.
- Informació meteorològica sota demanda: Aplicació que pot anar conjuntament amb un canal convencional de TV com Meteo o solta. Inclou la possibilitat que l'usuari esculli la zona en la qual viu i li permet seguir en temps real les previsions meteorològiques.
- Jocs interactius: El terminal digital pot convertir-se en una autèntica consola de jocs, permetent a l'usuari gaudir en el televisor d'una àmplia gamma de jocs, seleccionats gràcies a un complet menú en pantalla. Els jocs poden ser fixos a actualitzar-se cada cert temps.
- Pagament per visió: Permet la compra de pel·lícules emeses en el denominat Vídeo Sota Demanda. Aquest sistema, aplicat com segona o tercera finestra de difusió, després de l'estrena en cinema i el pas per vídeo, permet a les plataformes obtenir elevats beneficis i amortitzar al màxim el producte. Pràcticament totes les plataformes oferixen serveis de PPV.

## Característiques tècniques – MediaHighwayADVANCED
NDS desenvolupa actualment dos tipus de plataformes MediaHighway: la CORE o bàsica, i la ADVANCED, sent aquesta última la més avançada i interessant tecnològicament parlant. Les principals diferències entre ambdues plataformes resideixen principalment en els estàndards de desenvolupament de TV interactiva que són capaces de suportar i en les funcions com a PVR (Personal Video Recorder) que inclouen.

### FuncionsPVR
- Gravació retroactiva: funció que permet la gravació i reproducció simultània.
- Gravació remota, gravació automàtica i múltiple gravació programada.
- Previsualització de continguts: funció similar al IVB, però representant els continguts en memòria del PVR.
- Gravació dual: permet veure un programa i gravar un altre de diferent alhora.